# 昴宿七星
《昴宿七星》是田尾典丈所作的日本輕小說作品，插圖由繪畫，由小學館出版。2017年9月宣佈改編為電視動畫作品，於2018年7月5日起TBS電視台開始播放。

## 故事簡介
曾經紅遍全世界的人氣MMORPG《UNION》中，有一支隊名叫做昴宿的傳說級隊伍。這支隊伍是由一群互為兒時玩伴的小學生們所組成，他們憑藉著各自的才能，登上這款線上遊戲的巔峰——不過以某起死亡意外為開端，《UNION》宣布結束營運，這群兒時玩伴們也各奔東西……六年後，身為高中生的陽翔，登入新生《ReUNION》之後，竟與一名少女再次重逢。她就是昴宿的成員之一，應當於六年前「過世」的兒時玩伴──旭姬。她究竟是電子組成的幽靈，還是……?由現實與電玩遊戲交織而成，嶄新的青春故事正式上線！

## 登場角色

### 主要人物
天羽陽翔（聲：高梨謙吾、飯田友子（兒童））
本作主角，「昴宿」團長。不管在哪都是積極往前的中心人物。星象為鬥氣
旭姬死後渾渾噩噩度過了空虛的6年。6年後重新登入帳號，打完Boss後在寶箱中發現空閑旭姫。
空閑旭姬（聲：大森日雅）
「昴宿」成員，非常開朗的少女，卻在遊戲中死亡的同時現實也因為突發性心力衰竭死亡。星象為神覺，擁有類似心奏的能力先知。
6年後被天羽陽翔在寶箱中發現，且不知道自己在6年前已死亡的事實。
碓冰咲月（聲：鬼頭明里）
「昴宿」成員，曾是大剌剌的少女。星象為魔導
常常關心得了心病的陽翔，在遊戲舉辦的舞會強硬要求陽翔要邀請自己，並在舞會當天被陽翔拒絕了，也在此認輸對陽翔的感情，承認陽翔與旭姬是一對的。
御門貴法（聲：石川界人、小市眞琴（兒童））
總是很冷靜的少年。與陽翔在現實世界的打鬥中，在此認輸對旭姬的感情，承認陽翔與旭姬是一對的，在事件發生後開始遷怒憎恨陽翔。星象為天理
6年後在遊戲中成立了光明會，並且是光明會的領導者，曾經不惜以骯髒手段陷害陽翔奪回旭姬。與「昴宿」團的團員們一起打倒諾斯底的兩位幹部並從中解救希後，最終與希在一起。
日下希（聲：花守由美里）
畏畏縮縮的少女。星象為夢境。
6年之後的現在卻成對了雜誌的讀者模特兒，為了見到很久沒見的貴法與夥伴們而登入遊戲，意外在遊戲中的舞會看到貴法與咲月跳舞，誤以為兩人在一起，而難過的走到某一處。被諾斯底的幹部第四者和第五者劫走和變成他們的一夥，在貴法的努力下終於成功使希變回原來的樣子，被諾斯底的的人擄走並被控制，當「昴宿」團的團員們一起打倒諾斯底的兩位幹部後，被貴法解救，最終與貴法在一起。
克萊布·維巴里（聲：寺島拓篤）
青梅竹馬中唯一從國外登入的人。星象為變幻。
艾莉西亞（聲：安濟知佳）
阳翔重新登录游戏后遇到的神秘少女，是時間改變者，從旭姫的記憶碎片裡看到艾莉西亞曾拯救過旭姫。星象為心奏。

### 諾斯底
賽特（聲：松風雅也）
諾斯底的領導者，諾斯底第一者，星象為神覺。
納哈修
諾斯底的幹部之一，諾斯底第二者，星象為心奏、變幻。
凱因
諾斯底的幹部之一，諾斯底第三者，星象為鬥氣、魔導。
瑪莉吉安（聲：森奈奈子）
諾斯底的幹部之一，諾斯底第四者，自稱「天理之瑪莉吉安」，星象為天理。
塞林則（聲：松野太紀）
諾斯底的幹部之一，諾斯底第五者，自稱「夢境之塞林則」，星象為夢境。
西蒙（聲：山本兼平）
諾斯底的幹部之一，諾斯底第六者，自稱「虛無混沌之西蒙」，星象為變幻。

### 其他人物
雷鬥斯（聲：伊丸岡篤）
公會南十字星座的領導者，星象為鬥氣，原本與光明會和維利會結盟，但是與維利會背叛了光明會，並將南十字星座與維利會合併成為新的公會天賜，企圖與安傑洛斯得到先知的能力，在3000人大軍被天羽陽翔及御門貴法還有碓冰咲月全擊敗後，被安傑洛斯使用最後的手段，使用被打倒的3000人的恐懼、憤怒、悔恨的聚集體打入其身上，使雷鬥斯變成狂暴狀態，一招打飛天羽陽翔及御門貴法，但陽翔等人在旭姫和艾莉西亞的呼喚下，被天羽陽翔、御門貴法以及碓冰咲月使用昴星團王牌之一的技能星體給擊敗後消失。
安傑洛斯（聲：近藤孝行）
公會維利會的領導者，星象為心奏，原本與光明會和南十字星座結盟，但是與南十字星座背叛了光明會，安傑洛斯使用心奏的能力讓御門貴法的天理感應不到其存在，並且拐走了空閑旭姬，並將維利會與南十字星座合併成為新的公會天賜，企圖得到先知的能力，控制空閑旭姬的意思，在3000人大軍被天羽陽翔及御門貴法還有碓冰咲月全擊敗後，安傑洛斯使用最後的手段，發動心奏技能暴君，把被打倒的3000人的恐懼、憤怒、悔恨的聚集體入在雷鬥斯身上，好讓雷鬥斯去對付陽翔等人，但是雷鬥斯還是被擊敗後消失，先被貴法揍一拳後，話還沒說完就被咲月使用精靈之火燃燒整個身體後消失。
艾魯碧達（聲：豐口惠）
女海盜，克萊布假扮的，當陽翔等人與西蒙陷入苦戰時，現身解救了被綑綁住的咲月，並與昴星團夥伴們（陽翔、旭姬、咲月）一起打倒了西蒙。其名取自北歐女海盜艾魯碧達。
雷奧維奇（聲：佐佐木義人）
天羽晴奈（聲：赤尾光）
陽翔的妹妹

## 遊戲公會
昴星團
曾經紅遍全世界的人氣MMORPG《UNION》中的傳說級團隊，但自從空閑旭姬的意外死亡後，昴星團也就跟著沒落了，團員夥伴們各奔東西去，就連《UNION》也因為這原因，而宣布結束營運。
光明會
遊戲中的高級公會之一，由御門貴法親自率領的公會。
南十字星座（Southern Cross）
遊戲中的高級公會之一，領導者為雷鬥斯。與維利會聯盟且合併為新的公會。
維利會
遊戲中的高級公會之一，領導者為安傑洛斯，與南十字星座聯盟且合併為新的公會。
天賜（Divine）
由南十字星座和維利會兩個公會聯盟合併為一體所打造出的公會。
諾斯底
遊戲中的高級公會之一，領導者為賽特，在MMORPG《UNION》時期是一流的公會，其人數規模在全公會中是首屈一指，成員們向來都保持得非常神秘。
弗安德斯
遊戲中的更高級的工會之一，傳說他們能直接與營運方取得聯繫。

## 出版書籍
| 集數 | 小學館         | 小學館                 | 青文出版社     | 青文出版社             |
| 集數 | 發售日期       | ISBN                   | 發售日期       | ISBN                   |
| 本篇 | 本篇           | 本篇                   | 本篇           | 本篇                   |
| ---- | -------------- | ---------------------- | -------------- | ---------------------- |
| 1    | 2015年8月18日  | ISBN 978-4-0945-1566-4 | 2018年4月10日  | ISBN 978-986-356-496-6 |
| 2    | 2015年12月18日 | ISBN 978-4-0945-1584-8 | 2018年6月14日  | ISBN 978-986-356-507-9 |
| 3    | 2016年5月18日  | ISBN 978-4-0945-1609-8 | 2018年8月20日  | ISBN 978-986-356-516-1 |
| 4    | 2016年10月18日 | ISBN 978-4-0945-1637-1 | 2018年10月22日 | ISBN 978-986-356-605-2 |
| 5    | 2017年3月17日  | ISBN 978-4-0945-1663-0 | 2019年1月21日  | ISBN 978-986-356-734-9 |
| 6    | 2017年9月20日  | ISBN 978-4-0945-1699-9 | 2019年9月25日  | ISBN 978-986-512-032-0 |
| 7    | 2018年9月19日  | ISBN 978-4-0945-1751-4 | 2020年1月20日  | ISBN 978-986-512-194-5 |
| 前傳 |                |                        |                |                        |
| Ø    | 2018年6月19日  | ISBN 978-4-09-451736-1 | 2021年3月15日  | ISBN 978-9-86-512839-5 |

## 電視動畫

### 製作人員
- 原作：田尾典丈（GAGAGA文庫）
- 原作插畫：ぶーた
- 監督：仁昌寺義人
- 系列構成：吉岡孝夫
- 人物設計：山本由美子
- 動畫製作：Lerche

### 主題曲
片頭曲
作詞、作曲、編曲：hisakuni，主唱：petit milady
第12話兼作插曲使用。
片尾曲「Starlight」
作詞、作曲：金子麻友美，編曲：佐藤清喜，主唱：山崎惠理

### 各話列表
| 話數   | 日文標題 | 中文標題       | 劇本     | 分鏡       | 演出       | 作畫監督                                                                                          |
| ------ | -------- | -------------- | -------- | ---------- | ---------- | ------------------------------------------------------------------------------------------------- |
| 第1話  |          | 重逢與重啟     | 吉岡孝夫 | 仁昌寺義人 | 仁昌寺義人 | 山本由美子、安形佳己、渡邊真由美 芳山優、佐藤綾子、幸野浩二 稻田真樹、網嵜涼子、廣瀨智仁          |
| 第2話  |          | 藏在心裡的思念 | 吉岡孝夫 | 福岡大正   | 佐佐木純人 | 芳山優、網嵜涼子、山本由美子 稻田真樹、本多弘幸、佐藤綾子 廣瀨智仁、幸野浩二、永田陽菜            |
| 第3話  |          | 那一天的約定   | 吉岡孝夫 | 鈴木行     | 安藤正臣   | 安形佳己、永田陽菜、芳山優 幸野浩二、廣瀨智仁、網嵜涼子 稻田真樹、渡邊真由美、山本由美子          |
| 第4話  |          | 不協和音       | 吉岡孝夫 | 岡本英樹   | 久保山英一 | 安形佳己、西川真人、永田陽菜 本多弘幸、芳山優、山本由美子 幸野浩二、稻田真樹、小沼克介            |
| 第5話  |          | 陰謀漩渦       | 吉岡孝夫 | 鎌田祐輔   | 鎌田祐輔   | 安形佳己、柳瀨讓二、永田陽菜 幸野浩二、山本由美子、本多弘幸 渡邊真由美、芳山優、平山寬菜          |
| 第6話  |          | 獅龍攜手共鬥   | 吉岡孝夫 | 東海林真一 | 鈴木拓磨   | 安形佳己、永田陽菜、山本由美子 本多弘幸、稻田真樹、渡邊真由美 幸野浩二、芳山優、森山雄治 平山寬菜 |
| 第7話  |          | 尋劍路漫長     | 吉岡孝夫 | 大橋明代   | 森田侑希   | 永田陽菜、安形佳己、渡邊真由美 山本由美子、平山寬菜、星野真澄 中城悅雄、河野望                    |
| 第8話  |          | 未來的選擇     | 吉岡孝夫 | 安藤正臣   | 久保山英一 | 安形佳己、永田陽菜、渡邊真由美 山本由美子、平山寬菜、稻田真樹 佐藤綾子、橋本敬史、芳山優          |
| 第9話  |          | 相會的繁星     | 吉岡孝夫 | 鈴木行     | 鎌田祐輔   | 山本由美子、安形佳己、本多弘幸 永田陽菜、渡邊真由美、佐藤綾子 平山寬菜、稻田真樹、芳山優 竹上貴雄 |
| 第10話 |          | 消失的少女     | 吉岡孝夫 | 夕澄慶英！ | 夕澄慶英！ | 安形佳己、永田陽菜、本多弘幸 山本由美子、渡邊真由美、稻田真樹 平山寬菜                            |
| 第11話 |          | 逐漸逼近的惡夢 | 吉岡孝夫 | 岡本英樹   | 真野玲     | 安形佳己、山本由美子、渡邊真由美 永田陽菜、本多弘幸、平山寬菜 佐藤綾子、橋本敬史、竹上貴雄        |
| 第12話 |          | 全新的傳說     | 吉岡孝夫 | 鈴木行     | 鈴木拓磨   | 平山寬菜、山本由美子、永田陽菜 安形佳己、本多弘幸、渡邊真由美 芳山優、森山雄治                    |

### 播放電視台
日本深夜動畫：下文記載的日本国内播放時間使用日本標準時間（UTC+9）表示。因為部分時間标识會採用30小时制，因此請留意这类超过24:00的时间，其實際播放時間為翌日清晨。
| 播放地區   | 播放電視台 | 播放日期              | 播放時間（UTC+9）         | 所屬聯播網 | 備註 |
| ---------- | ---------- | --------------------- | ------------------------- | ---------- | ---- |
| 關東廣域圈 | TBS電視台  | 2018年7月5日－9月20日 | 星期四 25時58分－25時28分 | 日本新聞網 |      |
| 日本全國   | BS-TBS     | 2018年7月7日－        | 星期日 25時30分－26時00分 | 衛星電視   |      |

### 藍光／DVD
Amazon.co.jp限定發售。
| 卷 | 發售日         | 收錄話         | ASIN            | ASIN            |
| 卷 | 發售日         | 收錄話         | BD限定版        | DVD限定版       |
| -- | -------------- | -------------- | --------------- | --------------- |
| 1  | 2018年10月8日  | 第1話－第3話   | ASIN B07D7VRC6W | ASIN B07D81YSDK |
| 2  | 2018年10月29日 | 第4話－第6話   | ASIN B07F11Y3M1 | ASIN B07DZRHX7L |
| 3  | 2018年11月26日 | 第7話－第9話   | ASIN B07DZPX5YF | ASIN B07DZPTHTC |
| 4  | 2018年12月24日 | 第10話－第12話 | ASIN B07F13DTK2 | ASIN B07DZPXCVZ |

## 外部連結
- 昴宿七星 | 小學館 （页面存档备份，存于）（日語）
- 電視動畫「昴宿七星」官網 （页面存档备份，存于）（日語）
- 電視動畫「昴宿七星」官網（日語） （页面存档备份，存于） - TBS電視台
- 「昴宿七星」官方的X（前Twitter）（日語）